# Barbourisiidae
Bamburisiden (Barbourisiidae) zijn een familie van straalvinnige vissen uit de orde van Walviskopvissen (Cetomimiformes).

## Geslacht
- Barbourisia A. E. Parr, 1945